# Shanna Moakler
Shanna Lynn Moakler (Providence, Rhode Island, 28 de marzo de 1975) es una modelo, actriz y estrella de reality show y una antigua reina de belleza estadounidense. Fue ganadora del certamen de Miss New York USA en 1995 y fue originalmente la segunda en Miss USA 1995. Posteriormente fue coronada Miss USA después de que Chelsi Smith ganara Miss Universo. Moakler comenzó posando como modelo a la edad de 15 años y fue más tarde elegida como "Playmate del mes" de la revista Playboy en diciembre de 2001.
Moakler emprendió luego una carrera de interpretación, apareciendo como actriz regular en dos temporadas de la serie de USA Network Pacific Blue en 1998, y en 2005 se interpretó a sí misma en el reality show Meet the Barkers con su entonces marido Travis Barker, baterista en el conjunto de rock Blink-182. La serie se emitió durante dos temporadas en MTV.
La vida privada de Shanna Moakler ha sido muy discutida en los medios de comunicación, incluyendo su relación con el cantante roquero Billy Idol, como también sus relaciones con el boxeador campeón olímpico Oscar de la Hoya y el actor de Hollywood Dennis Quaid.
Moakler sirvió como codirectora para el certamen de Miss California USA hasta el 13 de mayo de 2009.

## Vida personal
Moakler es de ascendencia alemana, portuguesa e irlandesa. Tiene dos hermanos mayores, Kirk y John, y una hermana, Michelle, que falleció el 9 de noviembre de 2012.
Estuvo en una relación con el roquero Billy Idol en 1997. Aparecieron juntos en una escena de la película The Wedding Singer.
Moakler empezó a salir con el boxeador Óscar De La Hoya en octubre de 1997 y se mudaron juntos a principios de 1998. Anunciaron su compromiso en octubre de 1998. Tienen una hija en común llamada Atiana Cecilia. En septiembre de 2000 terminaron su relación. En diciembre de ese año, demandó a su ex por la suma de 62,5 millones de dólares, alegando que era un alcohólico y abusivo con ella y su hija. El caso fue cerrado en 2001 por una cantidad de dinero no especificada.
Moakler salió con el actor Dennis Quaid desde febrero hasta octubre de 2001. Salían en pareja cuando Playboy le pidió que posará para la revista desnuda.
El 30 de octubre de 2004 se casó con Travis Barker, el baterista de las bandas Blink-182, +44, Box Car Racer y The Transplants y anteriormente de The Aquabats.  Tuvieron dos hijos, un hijo llamado Landon Asher y una hija llamada Alabama Luella.[cita requerida] El 8 de agosto de 2006 Barker presentó un pedido de divorco de Moakler. Más tarde, la relación de Baker con Paris Hilton creó tensiones en la pareja y a una pelea pública entre las dos mujeres.
A principios de 2007 la pareja anunció su reconciliación. En febrero de 2008, Barker le dijo a la revista People que se habían divorciado.
Desde febrero de 2014 hasta julio de 2019, estuvo en una relación con Bryan Sollima.

## Filmografía
| Año  | Título                        | Rol                      |
| ---- | ----------------------------- | ------------------------ |
| 1997 | Poison Ivy: The New Seduction | Jaimie                   |
| 1998 | Telling You                   | Cheryl Tangeray          |
| 1998 | The Wedding Singer            | Aeromoza                 |
| 1999 | Love Stinks                   | Tawny                    |
| 2000 | Critical Mass                 | Alexandra                |
| 2003 | Pauly Shore Is Dead           | Prostituta en la prisión |
| 2004 | Seeing Other People           | Kasey                    |
| 2006 | Big Momma's House 2           | Petra                    |